# Tour EDF
Tour EDF è un grattacielo del complesso della Défense, quartiere degli affari di a ovest di Parigi, in Francia. Si trova nel comune di Puteaux.
La torre fu costruita per Électricité de France (EDF), la principale compagnia elettrica francese, e ospita gli uffici dell'azienda. L'edificio è alto 165 metri, ed è il grattacielo più alto costruito a La Défense dal 2000. La sua pianta è ellittica, con una lunghezza massima di 70 metri e una larghezza massima di 32 metri. 

## Caratteristiche
La caratteristica più sorprendente di EDF consiste nell'estrusione di una sezione conica della torre sul suo bordo settentrionale. Il foro conico risultante si estende dal piano terra al 26 ° piano e funge da ingresso principale della torre,  che è a sua volta costruito sotto un ampio baldacchino circolare 24 m (79   piedi) di diametro . Di conseguenza, la lunghezza della torre è leggermente inferiore alla sua base che alla sua cima. 
Il rivestimento della torre alterna strisce orizzontali di semplice acciaio e finestre colorate.